# Nezavertailovca
Nezavertailovca (ros. Незавертайловка, ukr. Незавертайлівка) – wieś w Mołdawii, faktycznie na terenie nieuznawanego międzynarodowo Naddniestrza, w rejonie Slobozia. 

## Położenie
Wieś znajduje się w odległości 36 kilometrów na południowy wschód od Tyraspola, położone między Dnestrovskiem, z którym bezpośrednio sąsiaduje, a Turunczukiem. Do wsi należy również północna część wyspy na Turunczuku; niezagospodarowana część południowa należy do Ukrainy.

## Historia
W połowie XV w. na miejscu Nezavertailovki znajdowała się tatarska osada Kajaklia. Wzmianka o niej pochodzi z 1541. Z kolei informacje o wsi noszącej współczesną nazwę pochodzą z 1789. Na temat nazwy miejscowości istnieją dwie legendy. Według pierwszej Nezavertailovkę założyli Kozacy zaporoscy, którzy opuścili Sicz po jej likwidacji i musieli w tym miejscu zatrzymać się, gdyż drogę odciął im wezbrany Dniestr. Nazwa miejscowości sugeruje według tej legendy, że jej założyciele nie mogli powrócić (od ukr. повертатися, powertatysja - wracać). Drugie wyjaśnienie nazwy wsi odwołuje się do ukazu Katarzyny II, która pozwoliła zbiegłym chłopom-mieszkańcom strefy pogranicznej, gdzie znajdowała się wieś, nie powracać do swoich panów. 
Niezawiertajłowka znajdowała się w ujeździe tyraspolskim guberni mikołajowskiej, od 1803 - chersońskiej. W końcu XVIII i XIX w. wieś szybko rozwijała się dzięki napływowi ludności mołdawskiej. W 1799 żyło w niej 499 Mołdawian, w połowie kolejnego wieku - już 1135. 
W Związku Radzieckim Nezavertailovca znalazła się w granicach rejonu słobodziejskiego (Slobozia) Mołdawskiej Autonomicznej Socjalistycznej Republiki Radzieckiej, następnie, po przyłączeniu Mołdawii, w Mołdawskiej SRR. We wsi utworzony został kołchoz im. Karola Marksa, wzniesiono też jego pomnik.  
Po II wojnie światowej władze radzieckie zamknęły działającą we wsi cerkiew, w której otwarto kino, a następnie przekazano dyrekcji kołchozu i bibliotece.  Sąsiadujący z cerkwią cmentarz został zniszczony, na jego miejscu zbudowano stadion. Obecnie (2016) w miejscowości działa prawosławna parafia Zaśnięcia Matki Bożej, należąca do dekanatu słobodziejskiego eparchii tyraspolskiej i dubosarskiej, która nie posiada cerkwi, a jedynie domową kaplicę.   
W 1960 we wsi powstało muzeum regionalne. W Nezavertailovce znajduje się również pomnik marszałka Gieorgija Żukowa oraz mogiła żołnierzy armii radzieckiej z pomnikiem ich pamięci.   
Znaczące przemiany w miejscowości wywołała budowa i oddanie do użytku elektrowni cieplnej w Dnestrovscu nad Cuciurganem. 
Mieszkańcy wsi pracują w rolnictwie  (uprawa warzyw i owoców, w tym winorośli), a także w rybołówstwie. 

## Demografia
W 1997 w Nezavertailovce żyło 6048 mieszkańców. Dane spisu powszechnego w Naddniestrzu z 2004 wskazują natomiast 4742 osoby, z czego:
- 2723 Mołdawian,
- 1100 Ukraińców,
- 866 Rosjan,
- 11 Bułgarów,
- 10 Białorusinów,
- 7 Gagauzów,
- 4 Niemców,
- 21 osób innej narodowości[6].